# Katarzyna Juszczak
Katarzyna Dorota Juszczak (Breslavia, 4 marzo 1972) è un'ex judoka ed ex lottatrice polacca naturalizzata italiana.

## Biografia
Nata a Breslavia, in Polonia, nel 1972, ha iniziato praticando judo, partecipando a 20 anni per la Polonia ai Giochi olimpici di Barcellona 1992, i primi con la presenza del judo femminile, terminando al 7º posto nei 72 kg (pesi mediomassimi), sconfitta dalla sudcoreana Kim Mi-jung dopo aver battuto l'ecuadoriana María Cangá.
A 27 anni, nel 1999, è andata a vivere in Italia, a Messina. Qui è passata alla lotta libera, riuscendo a qualificarsi per le Olimpiadi di Atene 2004, dove era presente per la prima volta la lotta femminile. Juszczak ha preso parte per l'Italia alla gara dei pesi massimi (72 kg), non riuscendo a vincere nessuna delle due gare del suo girone, contro la canadese Christine Nordhagen e la cinese Wang Xu, poi oro. 
Sposatasi con il suo allenatore, Francesco Costa, ha avuto 2 figli, di cui una, Carolina, judoka come lei.